# Гайнц Більфельд
Гайнц Більфельд (нім. Heinz Bielfeld; 30 серпня 1916, Тяньцзінь, Китай — 11 липня 1944, Біскайська затока) — німецький офіцер-підводник, капітан-лейтенант крігсмаріне. Кавалер Німецького хреста в золоті.

## Біографія
8 квітня 1934 року вступив на флот. З листопада 1938 по квітень 1940 року служив в училищі авіаційного озброєння. З травня по вересень 1940 року служив в 506-й прибережній авіаційній групі. З жовтня 1940 по лютий 1941 року пройшов підготовку підводника, у тому числі як вахтовий офіцер на підводному човні U-97. З лютого по серпень 1941 року — вахтовий офіцер на навчальному човні U-151 протягом лютого. В серпні-жовтні 1941 року пройшов курс командира підводного човна і вивчив будову нового U-703. З 16 жовтня 1941 по 5 липня 1943 року — командир U-703, на якому здійснив 7 походів (разом 105 днів у морі). В липні 1943 року направлений на вивчення будови нового U-1222, а 1 вересня був призначений його командиром. 16 квітня 1944 року човен вийшов у свій перший і останній похід. 11 липня 1944 року U-1222 був потоплений у Біскайській затоці західніше Ла-Рошелі (46°31′ пн. ш. 05°29′ зх. д.) глибинними бомбами британського летючого човна «Сандерленд». Всі 56 членів екіпажу загинули.
Всього за час бойових дій потопив 4 кораблів загальною водотоннажністю 20 185 брт.
| Назва        | Тип               | Належність      | Дата            | Тоннаж (БРТ) | Вантаж                                                             | Екіпаж | Загинули | Місце                                                       |
| Syros        | торговий пароплав | США             | 26 березня 1942 | 6 191        | 6 390 т генеральних військових вантажів включаючи аммуніцію        | 40     | 12       | 72°35′ пн. ш. 05°30′ сх. д. / 72.583° пн. ш. 5.500° сх. д.  |
| Empire Byron | торговий пароплав | Велика Британія | 5 липня 1942    | 6 645        | 2 455 т військових вантажів, 6 вантажівок, 30 танків та 15 літаків | 72     | 10       | 76°18′ пн. ш. 33°30′ сх. д. / 76.300° пн. ш. 33.500° сх. д. |
| River Afton  | торговий пароплав | Велика Британія | 5 липня 1942    | 5 479        | 2 314 т військових вантажів, 36 танків, 12 вантажівок, 7 літаків   | 56     | 23       | 75°57′ пн. ш. 43°00′ сх. д. / 75.950° пн. ш. 43.000° сх. д. |
| «Сомалі»     | есмінець          | Велика Британія | 20 вересня 1942 | 1 870        |                                                                    | ?      | 82       | 74°40′ пн. ш. 02°00′ зх. д. / 74.667° пн. ш. 2.000° зх. д.  |

## Звання
- Кандидат в офіцери (8 квітня 1934)
- Фенріх-цур-зее (1 липня 1935)
- Оберфенріх-цур-зее (1 січня 1937)
- Лейтенант-цур-зее (1 квітня 1937)
- Оберлейтенант-цур-зее (1 квітня 1939)
- Капітан-лейтенант (1 квітня 1942)

## Нагороди
- Медаль «За вислугу років у Вермахті» 4-го класу (4 роки)
- Залізний хрест
  - 2-го класу (1940)
  - 1-го класу (16 липня 1942)
- Нагрудний знак підводника (1 червня 1942)
- Німецький хрест в золоті (31 грудня 1943)